# Vila Vila
Vila Vila es una localidad y municipio de Bolivia, ubicado en la provincia de Mizque del departamento de Cochabamba. El municipio tiene una superficie de 601 km² y cuenta con una población de 5.459 habitantes (según el Censo INE 2012). La localidad de Vila Vila está ubicada a 125 km de la ciudad de Cochabamba y tiene dos vías de ingreso: una por Arani y otra por Aiquile. También cuenta con una vía férrea que atraviesa todo su territorio.
El territorio de Vila Vila tiene una altitud promedio de 2.225 m s. n. m., y es principalmente montañoso. Tiene un clima templado, con una temperatura promedio de 17 °C y una precipitación anual de 680 mm. El río Mizque, de aguas caudalosas, atraviesa la parte central del municipio.

## Ubicación
El municipio de Vila Vila se encuentra en la provincia de Mizque, en la región del Cono Sur del departamento de Cochabamba. Al norte limita con el municipio de Alalay, al este con el de Mizque, al noroeste con los municipios de Sacabamba y Anzaldo en la provincia de Esteban Arze, y al suroeste con el municipio de Toro Toro del departamento de Potosí.

## Demografía
De acuerdo con el censo boliviano de 2024, la población del municipio de Vila Vila es de 5 220 habitantes.
La población del municipio aumentó casi un tercio entre 1992 y 2024:
| Año  | Habitantes (municipio) | Fuente |
| ---- | ---------------------- | ------ |
| 1992 | 4 170                  | Censo  |
| 2001 | 4 591                  | Censo  |
| 2012 | 5 459                  | Censo  |
| 2024 | 5 220                  | Censo  |

## Economía
En Vila Vila la economía es mayormente agrícola, siendo los principales productos la papa, oca, papalisa, isaño, trigo, cebada, haba, arveja, tarwi, cebolla, tomate, ají, maní y avena. En cuanto a la actividad pecuaria, se realiza una ganadería tradicional con la crianza de ganado ovino, caprino y la avicultura. Los principales mercados para la producción agropecuaria excedentaria son las ferias tradicionales y en la localidad de Mizque.

## Paleontología
Desde los años 80 el municipio de Vila Vila es objeto de constantes trabajos de investigación paleontológica, en los que se destacan los estudios realizados por Leonardo Braniza y que dieron resultaron en el hallazgo de varios fósiles de tortugas y cocodrilos en el sector de T’iupampa.
Estos hallazgos motivaron a científicos de todo el mundo a tener interés por esta región, lo que hizo posible el descubrimiento de otros fósiles de ranas y peces Holosteos y Telesteos, además de mamíferos distribuidos en 20 especies.

## Transporte
Vila Vila se ubica a 109 kilómetros por carretera al sureste de Cochabamba, la capital del departamento.
Desde Cochabamba, la carretera nacional pavimentada Ruta 7 conduce al sureste durante 33 km hasta Tolata, desde allí una carretera rural sin pavimentar durante doce kilómetros más al sur por Cliza hasta Toco. Desde allí la carretera continúa 64 km al sureste vía Matarani y Sacabamba hasta llegar Vila Vila.